# Henri Pittier

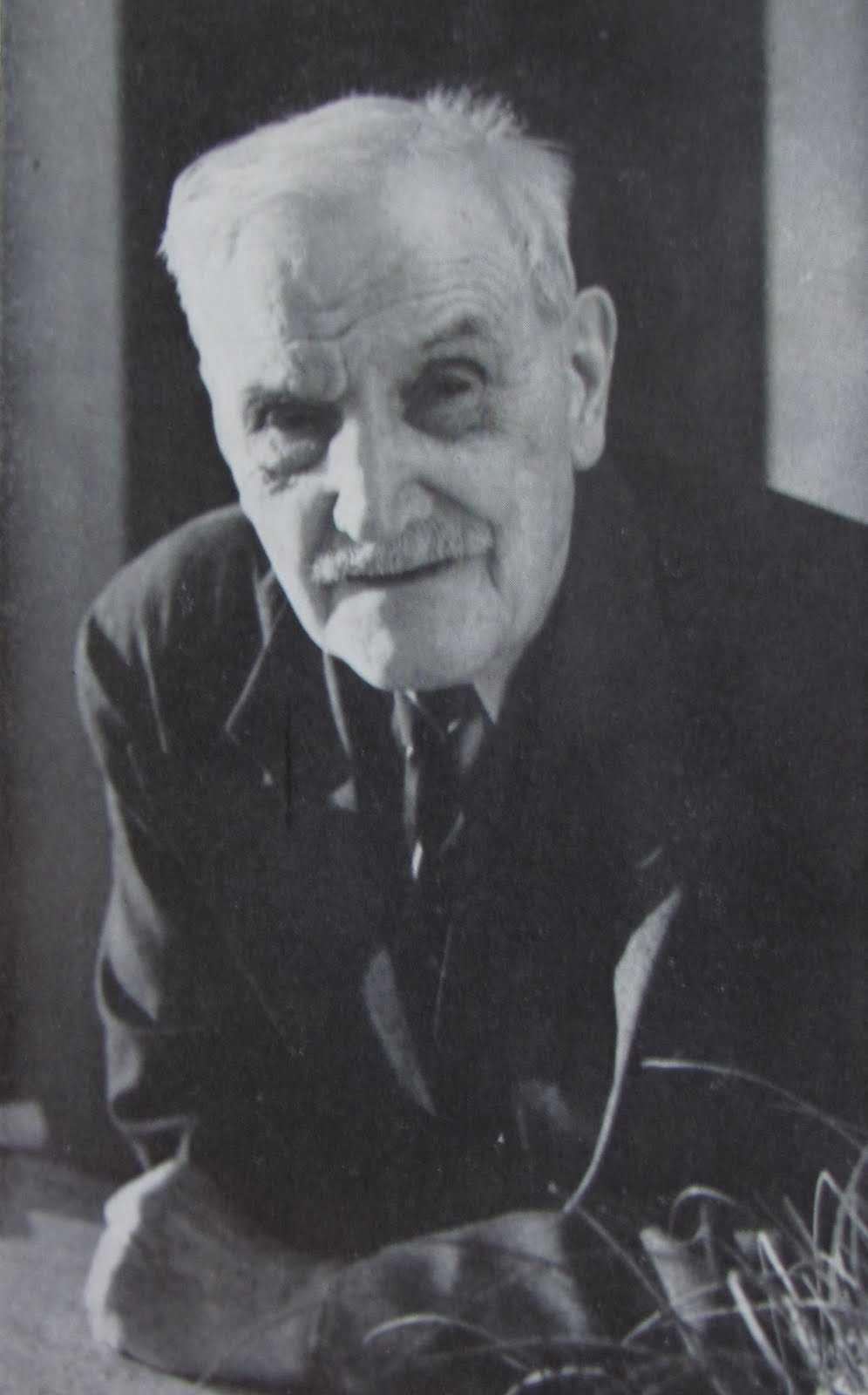
Henri Pittier (1950)

Henri Pittier alias Henri François de Fabrega Pittier (* 13. August 1857 in Bex; † 27. Januar 1950  in Caracas, Venezuela) war ein Naturforscher und Biologe mit dem Schwerpunkt Neotropis. Sein offizielles botanisches Autorenkürzel lautet „Pittier“.

## Leben und Wirken
Henri Pittier war einer der bedeutendsten Naturforscher der Schweiz. Er forschte insbesondere im alpinen Waadtland, im tropischen Costa Rica, am Panama-Kanal und in Venezuela, seiner letzten Heimat. Er wanderte 1887 zunächst nach Costa Rica aus und arbeitete von 1905 bis 1919 als Experte für tropische Nutzpflanzen am Landwirtschaftsministerium der Vereinigten Staaten (USDA) in Washington. Anschliessend lebte er bis zu seinem Tod 1950 in Venezuela. Er gründete dort das Instituto Botanico und das Nationale Herbarium, erforschte für das USDA Mittelamerika und sammelte Pflanzen. Er schrieb umfangreich über die dortige Pflanzenwelt.

## Ehrungen
Ihm zu Ehren wurde der erste und große Nationalpark Parque Nacional Henri Pittier in Venezuela benannt und die dort lebende Pittier-Fischratte (Ichthyomys pittieri) und der Brillantsalmler (Makunaima pittieri) tragen seinen Namen. Auch die Pflanzengattungen Pittiera Cogn. aus der Familie der Kürbisgewächse (Cucurbitaceae), Pittierella Schltr. aus der Familie der Orchideen (Orchidaceae) und Pittierothamnus Steyerm. aus der Familie der Rötegewächse (Rubiaceae) sind nach ihm benannt.